# Sardinata (rijeka)
Sardinata je rijeka u Južnoj Americi. Izvire u Kolumbiji, prelazi u Venezuelu te se ulijeva u rijeku Catatumbo. Pripada slijevu jezera Maracaibo.

## Vanjske poveznice
|  | Zajednički poslužitelj ima još gradiva o temi Sardinata (rijeka) |